# Блик, Даниэль де

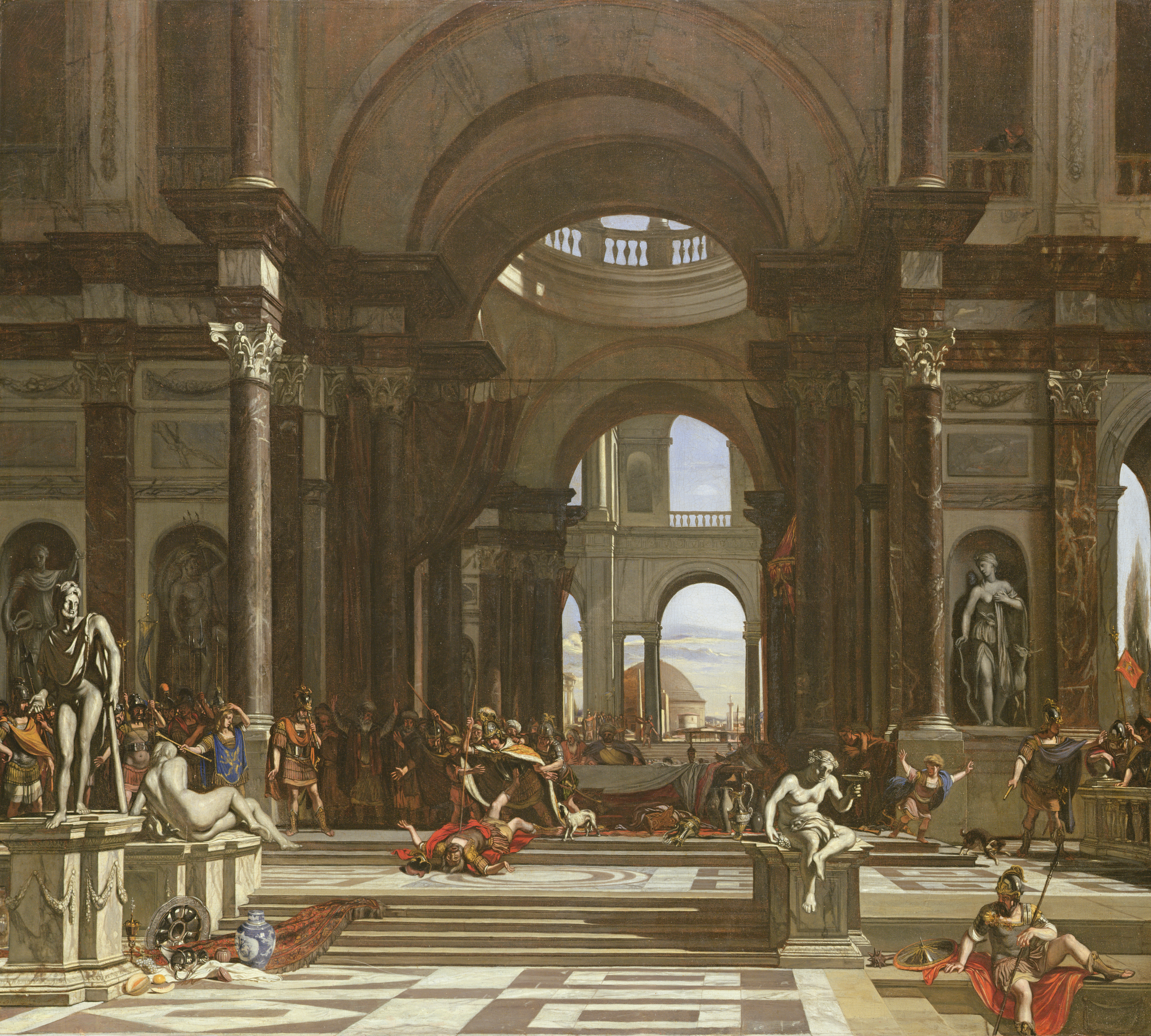

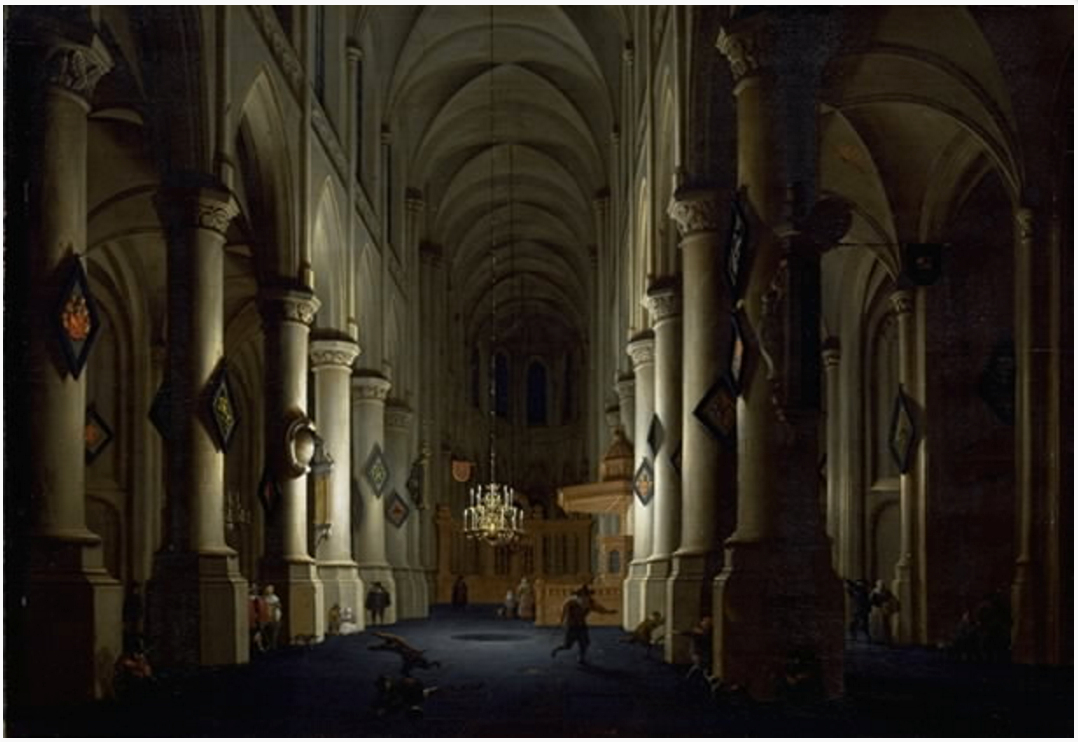
Церковный интерьер

Даниэль де Блик (Даниэль ван Блик) (нидерл. Daniël de Blieck или нидерл. 	Daniel van Blieck; ок. 1610, Мидделбург, Зеландия, Республика Соединённых провинций — 6 марта 1673, там же) — голландский живописец, гравёр, архитектор и миниатюрист Золотого века Нидерландов.

## Биография

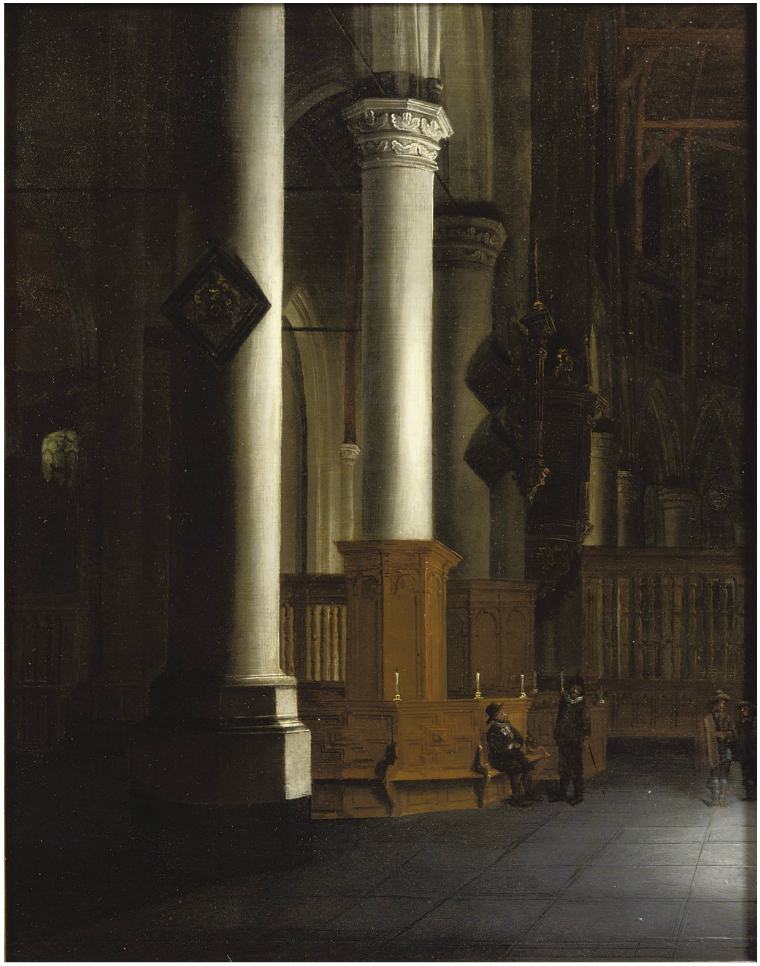

Учился предположительно у архитектора Дирка ван Делена (ок. 1605—1671).
В 1647—1648 годах стал членом Гильдии Святого Луки в Мидделбурге.
В 1664—1665 и 1668 годах — руководил местной гильдией. В 1658—1661 гг. жил в Англии.
Когда власти Зеландии приняли решение чеканить собственные монеты, Даниэлю де Блику было поручено подготовить чертежи для производства необходимого оборудования. Де Блик хорошо знал последние технические достижения, поскольку изучал эту специальность в Париже и создал макеты чеканки в Дортрехте. При изготовлении оборудования для чеканки возникли проблемы и де Блик совершил ряд поездок в Антверпен , Роттердам и Гаагу с целью надзора за ремонтом и изготовлением запчастей.

## Творчество
В начале своей художественной деятельности он, в основном, писал портреты.
Примерно с 1650 года его интересы были сосредоточены на архитектурной живописи. Создал ряд, как реальных, так и воображаемых церковных интерьеров.
Де Блик был также архитектором, но о его работах в этой области известно мало. Он разработал проект постройки новых складских помещений для голландской Ост-Индской компании (1671).